# Цапонета
Цапонета (итал. Zapponeta) је насеље у Италији у округу Фођа, региону Апулија.
Према процени из 2011. у насељу је живело 3206 становника. Насеље се налази на надморској висини од 3 м.

## Становништво
Према резултатима пописа становништва 2011. у општини је живело 3.326 становника.
| 1931. | 1936. | 1951. | 1961. | 1971. | 1981. | 1991. | 2001. | 2011. |
| ----- | ----- | ----- | ----- | ----- | ----- | ----- | ----- | ----- |
| 1.125 | 957   | 1.466 | 1.566 | 2.001 | 2.307 | 2.690 | 3.013 | 3.326 |